# Rodel vid olympiska vinterspelen 1992

## Medaljlista
| Pl. | Nation    | Guld | Silver | Brons | Totalt |
| --- | --------- | ---- | ------ | ----- | ------ |
| 1   | Tyskland  | 2    | 1      | 1     | 4      |
| 2   | Österrike | 1    | 2      | 1     | 4      |
| 3   | Italien   | 0    | 0      | 1     | 1      |

## Herrar singel
- 10 februari 1992

| Placering | Åkare               | Nation    | Tid      |
| Guld      | Georg Hackl         | Tyskland  | 3:02.363 |
| Silver    | Markus Prock        | Österrike | 3:02.669 |
| Brons     | Markus Schmidt      | Österrike | 3:02.942 |
| 4         | Norbert Huber       | Italien   | 3:02.973 |
| 5         | Jens Müller         | Tyskland  | 3:03.197 |
| 6         | Robert Manzenreiter | Österrike | 3:03.267 |
| 7         | Oswald Haselrieder  | Italien   | 3:03.276 |
| 8         | René Friedl         | Tyskland  | 3:03.543 |

## Dubbel
- 14 februari 1992

| Placering | Åkare                                | Nation    | Tid      |
| Gold      | Stefan Krausse, Jan Behrendt         | Tyskland  | 1:32.053 |
| Silver    | Yves Mankel, Thomas Rudolph          | Tyskland  | 1:32.239 |
| Bronze    | Hansjörg Raffl, Norbert Huber        | Italien   | 1:32.298 |
| 4         | Ioan Apostol, Constantin-Liviu Cepoi | Rumänien  | 1:32.649 |
| 5         | Kurt Brugger, Wilfried Huber         | Italien   | 1:32.810 |
| 6         | Hans Kohala, Carl-Johan Lindqvist    | Sverige   | 1:33.134 |
| 7         | Gerhard Gleirscher, Markus Schmidt   | Österrike | 1:33.257 |
| 8         | Albert Demtjenko, Aleksei Zelenskij  | OSS       | 1:33.299 |

## Damer singel
- 12 februari 1992

| Placering | Åkare                | Nation    | Tid      |
| Guld      | Doris Neuner         | Österrike | 3:06.696 |
| Silver    | Angelika Neuner      | Österrike | 3:06.769 |
| Brons     | Susi Erdmann         | Tyskland  | 3:07.115 |
| 4         | Gerda Weissensteiner | Italien   | 3:07.673 |
| 5         | Cammy Myler          | USA       | 3:07.973 |
| 6         | Gabriele Kohlisch    | Tyskland  | 3:07.980 |
| 7         | Andrea Tagwerker     | Österrike | 3:08.018 |
| 8         | Natalia Yakushenko   | OSS       | 3:08.383 |